# 프라티니역
프라티니역(이탈리아어: Frattini)은 밀라노 지하철 4호선의 역이다. 이탈리아 밀라노 남서쪽 피에트로 프라티니 광장 (Piazza Pietro Frattini)에 위치해 있다.

## 역사
2015년 2월 1일 역 부지가 시공을 맡은 컨소시엄에 넘어갔으며, 2015년 2월 26일 지상 도로를 차단하면서 본격적인 공사가 시작되었다.
2021년 3월 11일에는 광장 서쪽을 차지하던 공사가림막을 철거하였으며, 2024년 10월 12일 4호선 전구간 개통과 함께 개업하였다.

## 내부 시설
역내에는 다음과 같은 시설이 있다.
- 장애인 전용시설
- 엘리베이터
- 에스컬레이터
- 매표기
- CCTV
- 화장실